# Gottschalk (Corvey)
Gottschalk (lat. Godescalcus) († 913) war von 890 bis 900 Abt von Corvey.
Seine Ordinatur (lat. Amtseinsetzung) wurde für das Jahr 890 dokumentiert. Über ihn ist bekannt, dass er an einer Kirchenversammlung in Forchheim teilgenommen hatte. Er sorgte dafür, dass das Stift in den Besitz der Reliquien des heiligen Justin kam. Aus Altersgründen verzichtete er 900 auf seine Abtswürde. Er starb 913 als Priester.